# چهار کتاب معماری

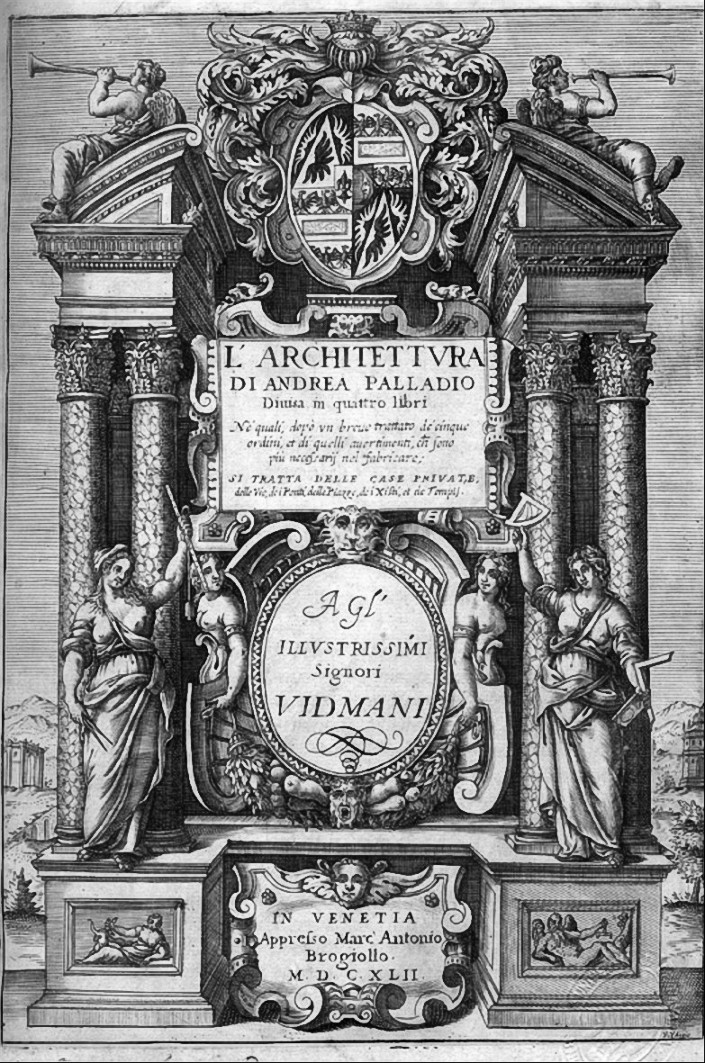
صفحهٔ آغازین چهار کتاب معماری به زبان ایتالیایی

چهار کتاب معماری (به ایتالیایی: I quattro libri dell'architettura) رساله‌ای در باب معماری و به زبان ایتالیایی است که توسط آندره پالادیو نوشته شده است. این رساله برای اولین بار در چهار جلد به سال ۱۵۷۰م در ونیز منتشر شد.